# Ullrich Bewersdorff
Ullrich Bewersdorff (* 5. Januar 1920 in Bornzin, Kreis Stolp; † 20. Dezember 2008 in Halle (Saale)) war ein deutscher Maler, Grafiker, Medailleur und Universitätszeichenlehrer.

## Leben
Geboren als Lehrersohn in einem kleinen Ort in Hinterpommern, entdeckte er das Interesse und die Leidenschaft zur Kunst bereits in der Gymnasialzeit. Er studierte von 1939 bis 1940 und 1942 bis 1943 am Institut für Kunsterziehung in Berlin und von 1948 bis 1950 an der Burg Giebichenstein und an der Martin-Luther-Universität zu Halle. Seine Lehrer waren Conrad Felixmüller, Karl Rössing, Erwin Hahs, Fritz Freitag, Herbert Post, Gustav Weidanz, Curt Lahs und Wilhelm Worringer.
Nach Abschluss des Studiums im Bereich der Kunstwissenschaften trat Ullrich Bewersdorff seine erste Stelle (1950–1960) an den Franckeschen Stiftungen in Halle als Kunsterzieher an. 1962 übernahm Ullrich Bewersdorff in Nachfolge von Felixmüller eine Dozentenstelle an der Martin-Luther-Universität, die einzige, die in Deutschland als „Universitätszeichenlehrer“ bezeichnet wurde. 1985 endete die Lehrtätigkeit an der Universität mit der anschließenden Pensionierung, Nachfolger wurde Benno Schulz. Politisch war Bewersdorff von 1994 bis 1998 als Stadtverordneter für die FDP im Stadtrat Halle tätig.
Neben den Lehrtätigkeiten schuf Bewersdorff eine Reihe von Gemälden und Porträts. Mit Holzschnitten, Ölbildern, Exlibris, Zeichnungen und Aquarellen wurde er als Künstler überregional bekannt. Ausstellungen führten Ullrich Bewersdorff in viele europäische Länder. In seiner Schaffenszeit entstanden 185 Exlibris, vorzugsweise in schwarz-weiß Holzschnitttechnik.
1974 erhielt er den Kunstpreis der Stadt Halle.

## Veröffentlichungen
- Klaus Rödel: Exlibris som bogillustration. Ullrich Bewersdorff og ti af hans bogejermaerker med motiver fra Bertolt Brechts digte og teaterstykker. (= Exlibrispublikation. 100). Exlibristen, Frederikshavn 1970.
- Illustrationen zu Brecht. Mit einem Essay von Günter Hartung. Halle-Wittenberg 1973. Ehrengabe des Rektors der Martin-Luther-Universität Halle-Wittenberg anlässlich des Brecht-Jahres 1973.
- Impressionen aus dem Vortragsleben der Leopoldina. Deutsche Akademie der Naturforscher Leopoldina, Halle 1993.
- Ullrich Bewersdorff: malarstwo i grafika. Katalog wystawy Kluki maj-czerwiec 2005. = Ullrich Bewersdorff: Maler und Grafiker aus Hinterpommern. Katalog der Ausstellung Kluki Mai–Juni 2005. Muzeum Pomorza Środkowego, Słupsk 2005.
- Illustriertes Exlibris-Werkverzeichnis. (= Exlibrispublikation. 424). Frederikshavn Kunstmuseum, Frederikshavn 2007, ISBN 87-7317-331-2. Mit einer Einleitung von Klaus Rödel.

## Ausstellungsbeteiligungen in der DDR (Auswahl)
- 1961: Berlin, Akademie der Künste („Junge Künstler“)

- 1972/1973: Dresden, VII. Kunstausstellung der DDR

- 1979: Halle, Bezirkskunstausstellung